# Only Love Strangers
 (avril 2024).
Si vous disposez d'ouvrages ou d'articles de référence ou si vous connaissez des sites web de qualité traitant du thème abordé ici, merci de compléter l'article en donnant les références utiles à sa vérifiabilité et en les liant à la section « Notes et références ».
Albums de Faye Wong
Scenic Tour
(1998) Fable
(2000)
Only Love Strangers, sorti en septembre 1999, est le seizième album de Faye Wong. Il est sorti sur le label EMI. Il contient l'un de ses plus grands tubes, The Last Blossom (Le dernier bourgeon/ Le Dernier Espoir), dans lequel la chanteuse exprime sa colère face à la société [pourquoi ?].
C'est avec le titre Spectacular que Faye a participé aux spots publicitaires de Pepsi.

## Production

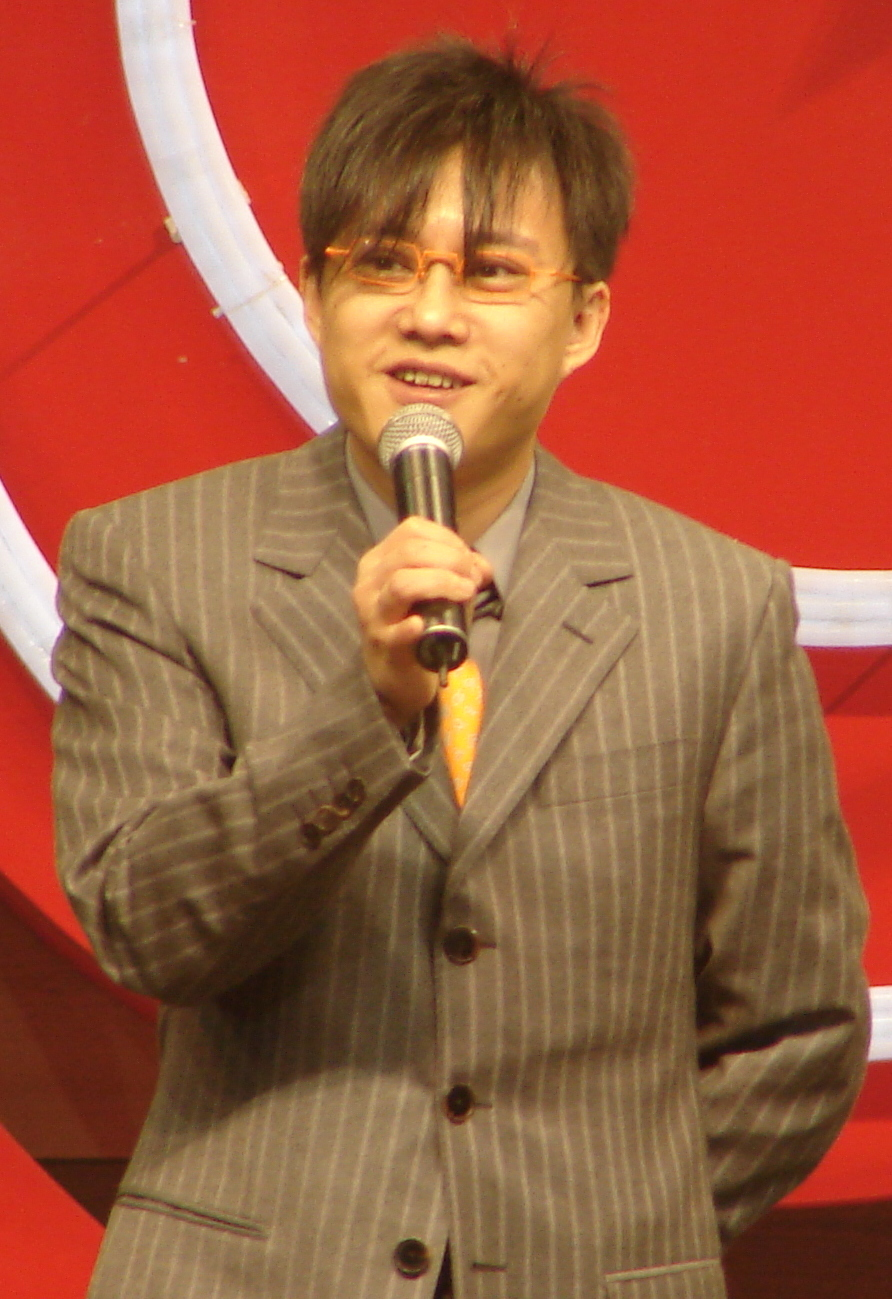
Albert Leung (ici en 2007) a écrit une grande partie des paroles de l'album.

## Titres
1. The Last Blossom (開到荼蘼)
2. The Moon at That Moment (當時的月亮)
3. Hypnotize (催眠)
4. Only Love Strangers (只愛陌生人)
5. Century of Loneliness (百年孤寂)
6. Butterfly (蝴蝶)
7. Passing Cloud (過眼雲煙)
8. After the Beep (嗶一聲之後)
9. Overthrown (推翻)
10. Spectacular (精彩)
11. Watch the Field (守望麥田) (version cantonaise de Century of Loneliness)
12. Postman (郵差) (version cantonaise de Butterfly)